# NAFO
北大西洋夥伴組織（簡稱NAFO，简称OFAN），又譯「北大西洋兄弟組織」。是一個戲仿北大西洋公約組織（NATO）的網路迷因和社交媒體運動，致力於反擊俄羅斯關於2022年俄羅斯入侵烏克蘭的大外宣和虛假資訊。
除了發表關於俄羅斯對戰事官方宣傳的調侃、嘲諷和表情包迷因，用以長烏克蘭志氣，滅俄羅斯威風的狗屎帖，該組織還為烏克蘭武裝部隊和其他親烏克蘭事業籌集資金。NAFO「夥伴」的代表形像是一隻柴犬，通常視為成員化身，其有時被描述為「卡通狗」或「一群柴犬士兵」，故組織有時被稱為「北大西洋柴犬組織」。根據《經濟學人》的說法：「NAFO的嬉笑怒罵掩蓋了其作為一種非常成功的信息戰模式。」

## 歷史

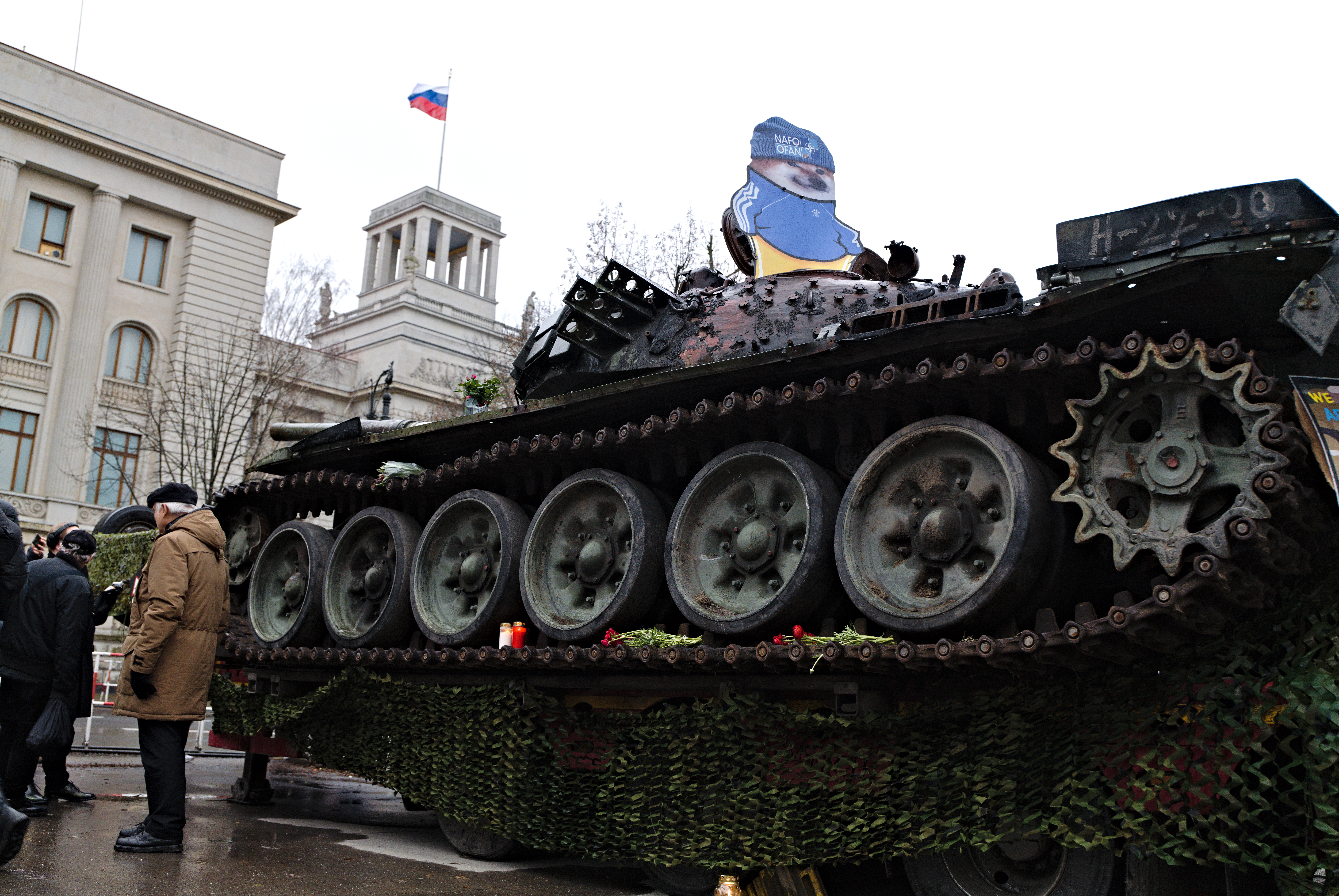
NAFO柴犬士兵和被乌克兰军队击毁的俄罗斯坦克在俄罗斯驻德国柏林大使馆前。

這一迷因產生於2022年5月，當時來自波蘭的Twitter藝術家@Kama_Kamilia，開始為來自烏克蘭之照片中添加一隻柴犬（「夥伴」）的修改圖片。就是這樣，NAFO於2022年5月24日通過一條推文成立。根據紐約市立大學皇后學院媒體研究副教授傑米·科恩（Jamie Cohen）的說法，至少自2010年以來，柴犬品種在「Doge」迷因下在網絡文化中佔有重要地位。
其後@Kama_Kamilia開始為捐贈給格魯吉亞軍團的人定制個性化柴犬頭像，稱為「夥伴」（Fellas）。NAFO認為「夥伴」是一個中性術語，可以是男性、女性或非二元性別。「夥伴」來自烏克蘭和北約軍隊的現役和退役軍人，而親烏克蘭的東歐人和流散別處的東歐僑民也在組織佔重要位置。組織的成員中有不同文化和民族，包括持各種政治意識形態的追隨者，唯一共通點是抵抗俄羅斯的侵略和宣傳。@Kama_Kamilia的作為引起另一個烏克蘭戰爭迷因聖標槍設計者克里斯蒂安·鮑里斯的注意，@Kama_Kamilia並獲其聘用，在聖標槍網站推出NAFO產品。
德國報紙《柏林快報》估計，截至2022年9月，該組織包含「數萬名」成員。「夥伴」出現在各種經過編輯的靜止圖像和「設置舞曲配樂的TikTok風格烏克蘭軍隊影片中」，並「被拼接到戰爭鏡頭中，以嘲笑俄羅斯軍隊並讚揚烏克蘭士兵。」NAFO將其在線和戰場上對手稱為「棉襖」（等同俄國版本小粉紅之意）。據報導，一些NAFO成員「特別針對性」駁斥以「那又怎麼說」論辯護俄羅斯入侵的論點 。
2022年6月，在俄羅斯駐外交官米哈伊爾·烏里揚諾夫與一些以卡通狗為頭像的NAFO賬戶在Twitter之間上針鋒相對後，提高了組織在互聯網上的知名度。烏里揚諾夫聲稱烏克蘭自2014年以來炮擊頓巴斯平民，企圖證明2022年俄羅斯入侵是正當的，隨後烏里揚諾夫和「夥伴」@LivFaustDieJung進行以下交流：
其他NAFO成員抓住了這一話柄。NAFO成員引用「你說的都是廢話」這句話，或簡單地說「廢話」來快速而輕蔑地嘲笑網路上的親俄羅斯賬戶。
2022年8月，NAFO為Signmyrocket.com籌集資金，其是一個網站，供人們付費在烏克蘭大砲砲彈和军事装备上寫下留言。美國國防新聞網站《任務與目的》描述NAFO的成果：一台2S7自走炮砲管寫上「超級瘋狂 9000」（SUPER BONKER 9000）字樣，上面貼有寫著「NAFO－第69條」（NAFO-Article 69）的棒球棒貼紙，此外自走炮不同部份都貼上「夥伴」標誌的貼紙 （页面存档备份，存于），作為「將網路迷因附身現實的自走砲中」。
《經濟學人》報導，NAFO的另一個流行的迷因是「防空系統幹嘛的？」（What air defence doing?），用以取笑俄羅斯防空系統未能阻止2022年8月9日對克里米亞薩基空軍基地的襲擊。迷因的起源是@200_zoka用「蹩腳英語」（將「Air defence」特殊地組合成「Airdefence」）對機場遠處滾滾濃煙的照片做出反應之引用推文。
德國廣播公司《德國電視二台》駁斥NAFO是美國中央情報局行動的說法；所謂「NAFO由CIA資助，事實上只是Twitter用戶自嘲的笑話」。
2024年5月1日，共和党众议员泰勒·格林反对对乌援助，并给议长迈克·约翰逊的画像上戴了蓝色帽子“MUGA”，以讽刺“民主党—共和党统一党”正在“让乌克兰再次伟大。”该梗迅速发酵并成为了NAFO的另一标志。

## 反應
NAFO可以被描述為「西方公民社會對俄羅斯活動的回應」，是共享在線空間上更龐大的「話語權戰爭」之一部分。根據《政客》的說法：「深入研究NAFO就是要上一個速成班，了解從伊斯蘭國到極右翼的布加洛運動，再到這個雜牌網絡戰士樂隊如何將網絡文化武器化。」
美國媒體研究教授傑米·科恩認為NAFO運動「是針對民族國家的實際戰術事件」。英國－黎巴嫩記者奧茲·卡特吉（Oz Katerji）斷言，北大西洋夥伴組織「阻礙了俄羅斯的大外宣，讓他們在這個過程中顯得荒謬可笑」。烏克蘭駐澳大利亞和新西蘭大使瓦西里·米羅什尼琴科（Васи́ль Мирошниче́нко）指出，NAFO的草根、去中心化是其實力的重要組成部分。
根據一項分析指「主要是英語的迷因讓西方關注烏克蘭的戰爭——鑑於西方武器對烏克蘭軍隊的重要性，這一關注至關重要。」西點軍校現代戰爭研究所的美國中校史蒂夫·斯皮斯（Steve Speece）辯稱：「在NAFO頻道中共享的迷因內容……幾乎完全是英語，可能不適合俄羅斯觀眾……這些論壇的存在是為了娛樂和他們自己的成員和增強地位而生成的內容。然而，即使是西方的國家安全政策有時也明確地受到在線社區中培養的情緒（如憤怒）的驅動。」斯皮斯認為，像NAFO這樣的在線煽動者與政策制定者在好警察壞警察動態中扮演壞警察的角色。
根據《柏林快報》的說法：「就像真正的北約一樣，NAFO也有第5條的援助義務。這意味著每個人都可以在受到攻擊或遇到嚴重的虛假信息時向其他人尋求幫助。為此，NAFO成員使用標籤#NAFOarticle5，然後得到其他人的支持。」德國外交關係委員會的一位分析師評價它「非常有效」。
俄羅斯過去有效地部署巨魔農場；它對NAFO的困惑反應可能源於其「針對烏克蘭的誇張意識形態文宣」。根據美國陸軍網絡戰部隊第780軍事情報旅的說法：「對於像NAFO這樣的網絡社區來說，官方大外宣機構提及它時的敵意，證明了它的嘲笑正在達到預期的效果。」

## 認可
烏克蘭國防部於2022年8月28日在Twitter發推文對表示感謝NAFO對克里姆林宮的大外宣和網絡巨魔進行的激烈鬥爭，其中有一張正在發射導彈的圖像，以及一個身著作戰服的「夥伴」，雙手抱臉，擺出欣賞的姿勢。
烏克蘭和北約國家的高級軍事和文職官員已將其Twitter賬戶頭像更改為「夥伴」版本，加入NAFO行列。2022年8月30日，烏克蘭國防部長阿列克謝·列茲尼科夫暫時將他的Twitter頭像更改為「夥伴」版本。此外，北約國家的政治人物和高級軍事官員，包括美國國會議員亞當·金辛格、愛沙尼亞前總統托馬斯·亨德里克·伊爾韋斯、愛沙尼亞總理卡婭·卡拉斯和美國陸軍少將帕特里克·多納霍（Patrick Donahoe）也是NAFO成員。2022年9月14日，立陶宛外交部長格比亞魯斯·藍斯柏吉斯身著NAFO標誌的T恤訪問烏克蘭敖德萨。

## 事件
2023年4月17日，NAFO曝光了一个自称卢甘斯克出身、居住于美国的女性“米拉”使用的亲俄推特账户“Donbass Devushka”，其真名为Sarah Bils，是美国新泽西州的退役、离异女性。由于她的“左派观点”，她被“开除”了军队。比尔斯的母亲声称她的女儿经常编故事。并且，她可能是五角大楼泄密事件中恶意修改图片的人。据The Bell 记者，该频道收到了普里戈津的资助。

### 非獨立參考
1. ↑  Ukraine Memes for NATO Teens [@LivFaustDieJung].  (推文). 2022-06-19 –Twitter.
2. ↑  Mikhail Ulyanov [@amb_ulyanov].  (推文). 2022-06-19 –Twitter.
3. ↑  @200_zoka.  (推文). 2022-09-15  [2022-10-04] –Twitter.
4. ↑  @780thc.  (推文). 2022-09-13  [2022-09-13] –Twitter.
5. ↑  @DefenceU.  (推文). 2022-08-28 –Twitter.
6. ↑  Reznikov, Oleksii [@oleksiireznikov].  (推文). 2022-08-30  [2022-08-30] –Twitter.
7. ↑  Kinzinger, Adam [@adamkinzinger].  (推文). 2022-08-02  [2022-08-30] –Twitter.
8. ↑  Ives, Toomas Hendrik [@IlvesToomas].  (推文). 2022-07-09 –Twitter.
9. ↑  Kallas, Kaja [@kajakallas].  (推文). 2022-09-25 –Twitter.
10. ↑  Patrick J. Donahoe [@PatDonahoeArmy].  (推文). 2022-07-11 –Twitter.
11. ↑  @GLandsbergis.  (推文). 2022-08-09  [2022-09-07] –Twitter.